# National Baton Twirling Association

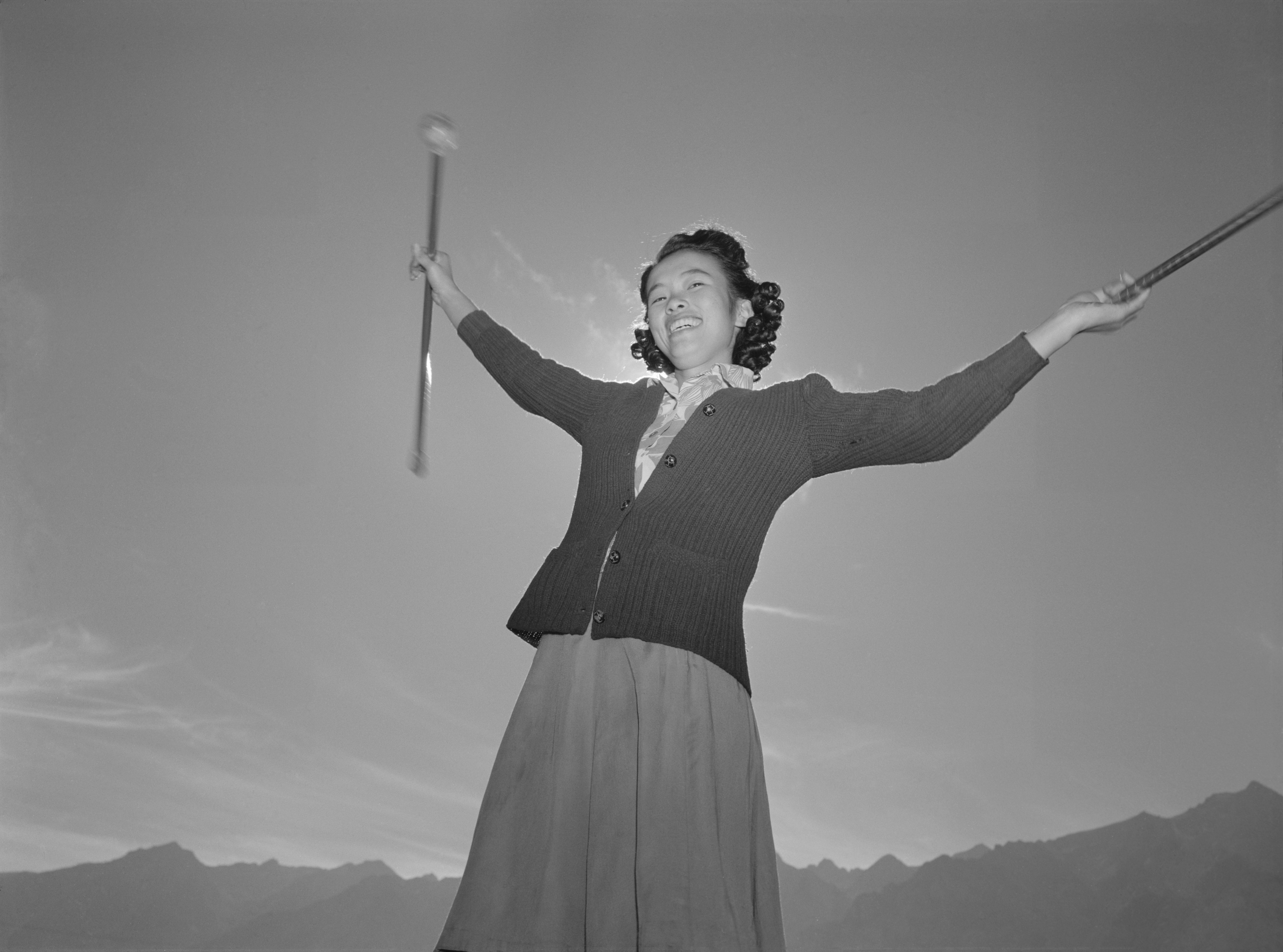

La National Baton Twirling Association (NBTA) es, actualmente, una gran asociación de deportistas de twirling y de majorettes, dedicada a promover este deporte entre los diferentes países adscritos. Los objetivos principales de la NBTA son proporcionar a todos los deportistas, sus entrenadores, jueces, familiares y directores de equipos una serie de eventos y promover un interés común sobre estos en diferentes niveles de competición. De todas formas, aunque el twirling y las majorettes estén dentro de una misma asociación, conviven de manera paralela, conservando cada cual sus reglamentos, campeonatos, cursos y jueces.

## Global Alliance
Esta asociación miembro de la GA (Global Alliance), fruto del acuerdo entre NBTA i MA (Majorettes Association), que permite que países no europeos estén adscritos en la NBTA. Por ejemplo, el caso de Estados Unidos, Canadà, Isla de San Mauricio… que participan en eventos mundiales con países europeos como Inglaterra, Alemania, Croacia, Escocia, Eslovenia, Italia, Holanda, Francia, España, Luxemburgo, Bélgica, Austria, Suiza, Noruega, Hungría y República Checa.
La existencia de la GA permite pensar que hay una consciencia y voluntad a unir todas las asociaciones dedicadas al twirling, para acabar todas juntas en una única que pueda tener el suficiente peso para convertir el twirlng en deporte olímpico.

## NBTA España
En NBTA España actualmente está adscrita la Federació Catalana de Twirling, que desde 1984 participan en todas las competiciones oficiales, tanto europeas como mundiales.

### Enlaces
NBTA Europa

NBTA Bélgica

NBTA Inglaterra

NBTA Francia

NBTA Irlanda

NBTA Holanda

NBTA Italia

NBTA Noruega

NBTA Rumanía

NBTA España

NBTA Suiza

NBTA Estados Unidos

World Twirling

Twirl Mania

- Datos: Q6038667